# Slang Prostitution
Slang Prostitution to piąty studyjny album amerykańskiego rapera Cappadonna'y, wydany 27 stycznia 2009 roku nakładem wytwórni Chambermusik.

## Lista utworów
Opracowano na podstawie źródła.
1. You Can't Keep A Good Man Down Part I
2. Savage Life
3. Three Knives (gośc. 3rd Diglah, Lounge Lo)
  - Producent: Soul Professor
4. Walk With Me (gośc. Joey Lee)
  - Producent: G-Clef
5. Do You Remember?
6. That Staten Island Shit (gośc. Lounge Lo)
  - Producent: Digem Trax
7. Stories  (gośc. Jojo Pellegrino, 3rd Diglah)
  - Producent: 3rd Diglah
8. Life's A Gamble (gośc. Raekwon, Rachet)
  - Producent: Rush
9. Hustle & Flow
10. You Can't Keep A Good Man Down Part II
11. Pistachio (gośc. Lounge Lo, King Just, Lugar)
  - Producent: Soul Professor
12. Grungy (gośc. G-Clef)
  - Producent: Q-Dini
13. What's Really Up?
14. Da Vorzon (gośc. Lounge Lo)
  - Producent: Blastah Beats
15. Somebody Got To Go (gośc. Lounge Lo, Ghetto Philharmonic)
16. Fire (gośc. Masta Killa)
  - Producent: Chicargo
17. Speed Knots (gośc. Precise)
  - Producent N.E.S.
18. Stay Shining
19. You Can't Keep A Good Man Down Part III